# Флеминг, Рене
Рене́ Фле́минг (англ. Renée Fleming; 14 февраля 1959 года, Индиана, Пенсильвания, США) — американская оперная певица (сопрано). Одна из самых востребованных и высокооплачиваемых оперных певиц рубежа XX и XXI веков. С 1991 года солистка нью-йорского театра «Метрополитен Опера», однако регулярно выступает на самых разных площадках по всему миру. В Лирической опере Чикаго с 2010 по 2021 годы занимала должности вице-президента и творческого консультанта. По состоянию на 2020 год номинировалась на «Грэмми» 18 раз и побеждала 5 раз. 

## Биография
Рене Флеминг родилась 14 февраля 1959 года в семье музыкантов, преподававших вокал, и с самого детства была погружена в классическую музыку. Училась в Истменовской школе музыки у Джен Де Гаэтани, затем в Джульярдской школе у Беверли Пек. Благодаря стипендии Фулбрайта она отправилась в Европу, где занималась с выдающимися певицами: Арлин Ожер в Германии и Элизабет Шварцкопф в Австрии.
Как пишет сама Флеминг в мемуарной книге «Внутренний голос», в юности она считала, что для получения известности необходимо либо проходить все прослушивания, либо выиграть конкурс среди вокалистов. В связи с этим она подавала заявки на все доступные для участия конкурсы пения. Во время пребывания в Германии она дважды участвовала в конкурсах и дважды занимала вторые места. Истменская школа музыки выбрала её представлять Соединённые Штаты на конкурсе в Чили. Вскоре после этого Флеминг представляла Джульярдскую школу в Южной Африке.
На оперной сцене дебютировала в 1986 году в Хьюстоне партией Констанцы («Похищение из сераля» Моцарта). С 1988 года — в «Ковент Гарден». Переломным моментом стала победа в конкурсе Национального совета Метрополитен-оперы в 1988 году. Её дебют на сцене Метрополитен-оперы в 1991 году в партии графини Альмавивы («Свадьба Фигаро») закрепил за ней статус ведущей сопрано мирового уровня. Эта роль стала дня неё «коронной». 
Принимала участие во множестве музыкальных фестивалей, в том числе в Моцартовском фестивале Линкольн-центра, международном фестивале в Сантандере, фестивале в Люцерне, фестивале «Дворцы Петербурга» (Россия). Флеминг вышла за рамки классического оперного жанра, сотрудничая с джазовыми музыкантами (Херби Хэнкок), поп-исполнителями (Стинг, Джош Гробан) и рок-группами (The National). Среди ярких моментов — выступление на Олимпийских играх в Турине (2006), концерт в честь Нобелевской премии мира (2008) и исполнение гимна США на Суперкубке (2014). 
Дважды была замужем (с 1984 по 1988 годы — за актёром Риком Россовичем), воспитала двух дочерей. В последние годы пытается соединить музыку с нейробиологией, в сотрудничестве с Национальными институтами здоровья США пропагандирует терапевтическое значение музыки, записывает песни на экологические темы.

## Творчество
Обладая насыщенным, эмоционально выразительным голосом, Флеминг прославилась партиями в операх Моцарта, Штрауса и Верди. Её наиболее знаковые партии включают Дездемону в «Отелло» Верди, Маршальшу в «Кавалере розы» Штрауса и заглавную роль в «Русалке» Дворжака. Виолетта в «Травиате» и Татьяна в «Евгении Онегине» также стали этапными в её карьере. Помимо классики, охотно исполняла современные оперные произведения, а в 1998 году стала первой исполнительницей партии Бланш Дюбуа в новой опере Андре Превина «Трамвай „Желание“».
Экспериментировала с разными жанрами, подчёркивая преобразующую силу музыки вне зависимости от стиля и жанра. Так, на альбоме 2013 года Dark Hope представила кавер-версии песен в стиле инди-рок. Принимала участие в записи саундтреков к фильмам, получившим «Оскар» как лучшее кинопроизведение года: «Властелин колец: Возвращение короля» и «Форма воды». Её вокал можно слышать во всех фильмах трилогий «Властелин Колец» и «Хоббит».

### Дискография

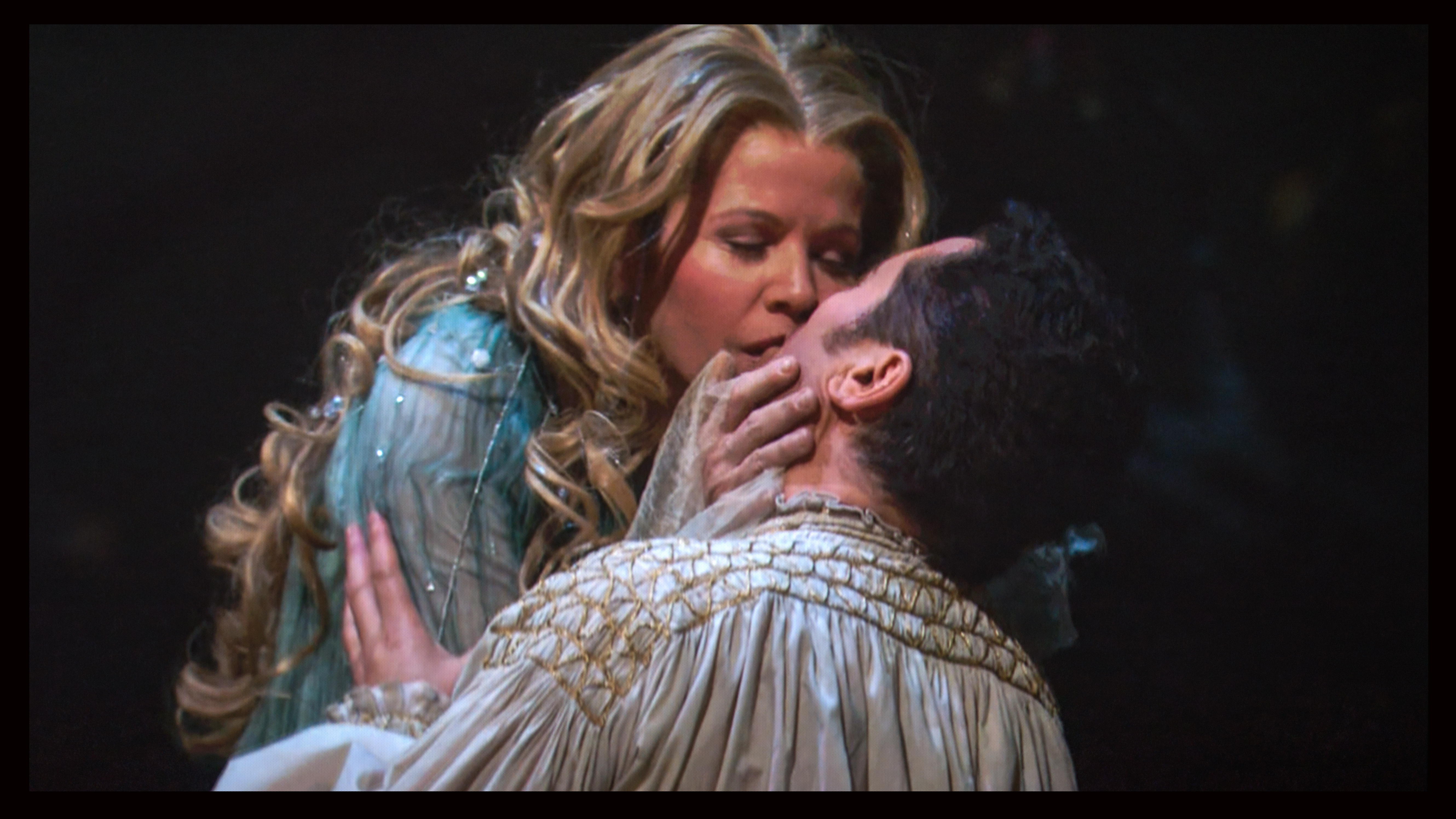
Рене Флеминг в опере «Русалка» (2014)

- 1993 — «Армида», дирижёр Даниэле Гатти (Армида)
- 1994 — «Свадьба Фигаро», дирижёр Бернард Хайтинк (Графиня Альмавива)
- 1994 — «Розмонда Английская», дирижёр Дэвид Перри (Розмонда Клиффорд)
- 1994 — «Иродиада», дирижёр Валерий Гергиев (Саломея)
- 1996 — «Так поступают все», дирижёр Георг Шолти (Фьордилиджи)
- 1996 — «Отелло», дирижёр Джеймс Ливайн (Дездемона)
- 1996 — «Дон Жуан», дирижёр Георг Шолти (Донна Анна)
- 1997 — «Таис», дирижёр Ив Абель (Таис)
- 1998 — «Русалка», дирижёр Чарльз Маккеррас (Русалка)
- 1998 — «Трамвай „Желание“», дирижёр Андре Превен (Бланш Дюбуа)
- 1999 — «Альцина», дирижёр Уильям Кристи (Альцина)
- 2000 — «Дон Жуан», дирижёр Джеймс Ливайн (Донна Анна)
- 2001 — «Манон», дирижёр Хесус Лопес Кобос (Манон)
- 2002 — «Русалка», дирижёр Джеймс Конлон (Русалка)
- 2004 — «Каприччио», дирижёр Ульф Ширмер (Графиня)
- 2005 — «Дафна», дирижёр Семён Бычков (Дафна)
- 2006 — «Травиата», дирижёр Джеймс Конлон (Виолетта Валери)

### Видеозаписи
- 1998 — «Свадьба Фигаро», дирижёр Джеймс Ливайн (Графиня Альмавива)[5]
- 2007 — «Евгений Онегин», дирижёр Валерий Гергиев (Татьяна)[6]

## Признание
- 1988 — Премия Ричарда Такера
- 1988 — Премия Джорджа Лондона
- 1988 — Лауреат Международного вокального конкурса в Бельгии
- 1998 — Премия «Грэмми» за сборник арий «The Beautiful Voice — Works Of Charpentier, Gounod, Massenet & Flotow»[7]
- 1998 — Премия «Граммофон» за запись оперы «Русалка» Дворжака
- 1998 — Международная премия «Эдисон» за запись оперы «Русалка» Дворжака
- 1998 — Премия «Caecilia Award» (Бельгия) за запись оперы «Русалка» Дворжака
- 2002 — Премия «Грэмми» за сборник арий «Bel Canto — Bellini, Donizetti & Rossini»[7]
- 2002 — Командор Ордена искусств и литературы Франции[8]
- 2005 — Орден Почётного легиона (Франция)[9]
- 2008 — Polar Music Prize (Швеция)[10]
- 2008 — Премия журнала Opera News (США)[11]
- 2008 — приз «Муза» фестиваля «Дворцы Санкт-Петербурга» (Россия)[12]
- 2012 — Национальная медаль США в области искусств.

### Почести
- Введена в Зал славы журнала Gramophone[13].
- В 2000 году известный французский шеф-повар и ресторатор Даниэль Булю посвятил Рене Флеминг десерт La Diva Renée[14].
- В 2003 году Флеминг была удостоена почётного членства Королевской академии музыки, а также почётной докторской степени в области музыки в Джульярдской школе[15].